# Oskar Fröb
Alexander Anton Oskar Fröb (* 29. Januar 1851; † 19. Dezember 1921 in Lobenstein) war ein deutscher Kaufmann und Politiker.

## Leben
Fröb heiratete am 25. Mai 1876 in erster Ehe in Lobenstein Hulda Marie Juliane Hagen (* 23. Februar 1850 in Lobenstein; † 17. November 1878 ebenda), die Tochter des Fleischhauermeisters Heinrich Hagen. Nach dem Tod seiner ersten Ehefrau heiratete er am 6. Oktober 1879 in zweiter Ehe Martha Elisabeth Giegling (* 30. Mai 1855; † 27. Oktober 1917) in Lobenstein. Er lebte als Kaufmann in Lobenstein.
Von 1896 bis mindestens 1902 war er Stellvertreter des Bürgermeisters in Lobenstein und Oberkommandant der dortigen Feuerwehr. Von 1886 bis 1913 war er Mitglied im Landtag Reuß jüngerer Linie. Im Landtag war er vom 31. Oktober bis 2. November 1886 interimistischer Schriftführer, 1906 bis 1912 Vizepräsident und dann vom 5. Dezember 1912 bis zum 27. November 1913 Landtagspräsident.